# Körperschaft
Eine Körperschaft (auch Korporation, von französisch corporation entlehnt) ist ein auf Dauer angelegter Zusammenschluss von Personen, der einen überindividuellen Zweck verfolgt und dessen Bestand vom Wechsel der Mitglieder unabhängig ist.
Es gibt Körperschaften des privaten Rechts und Körperschaften des öffentlichen Rechts.
Privatrechtliche Körperschaften wie Aktiengesellschaften oder GmbHs nehmen am allgemeinen Wirtschaftsleben teil. Ihre freie Gründung und Betätigung ist in der Bundesrepublik Deutschland verfassungsrechtlich garantiert, ebenso die Mitgliedschaft (Art. 19 Abs. 3 in Verbindung mit Art. 9 Abs. 1 GG). Das gilt auch für juristische Personen des Privatrechts mit Sitz im EU-Ausland.
Körperschaften des öffentlichen Rechts sind Teil der mittelbaren Staatsverwaltung und nehmen neben Anstalten und Stiftungen des öffentlichen Rechts sowie den Beliehenen öffentliche Verwaltungsaufgaben wahr. Für bestimmte Personen kann die Mitgliedschaft in bestimmten öffentlich-rechtlichen Körperschaften gesetzlich vorgeschrieben sein, beispielsweise für Angehörige der sogenannten Kammerberufe in berufsständischen Organisationen mit Aufsichtsfunktion wie der Ärzte- oder der Rechtsanwaltskammer.

## Einteilung

### Körperschaften des privaten Rechts
- In Österreich und der Schweiz Vereine, in Deutschland eingetragene Vereine (e. V.) mit zahlreichen Formen wirtschaftlicher Vereine. Größter deutscher e. V. ist der ADAC.
- Aktiengesellschaften (AGs)
- Gesellschaften mit beschränkter Haftung GesmbH (Österreich) bzw. GmbH (Deutschland) und ihre Sonderformen, z. B. die Unternehmergesellschaft (UG) und die gGmbH (gemeinnützige GmbH).
- Genossenschaften
- In der Schweiz außerdem Investment- und Kommanditgesellschaften[4] (Kommanditgesellschaften (KGs) nach deutschem und österreichischem Recht sind hingegen Personengesellschaften, also keine Körperschaften des privaten Rechts.)

### Körperschaften des öffentlichen Rechts
- Gebietskörperschaften mit Gebietshoheit (Bund, Länder, Kantone, Bezirke, Landkreise, Gemeinden);
- Verbandskörperschaften mit Gebietshoheit (Zusammenschlüsse von Gemeinden zu Gemeinde- oder Zweckverbänden);
- Personalkörperschaften ohne Gebietshoheit, bei denen der Beruf oder eine bestimmte persönliche Eigenschaft Voraussetzung für die Mitgliedschaft ist (z. B. Sozialversicherungsträger, Apotheker-, Ärzte-, Industrie- und Handelskammer, Handwerks-, Notar- oder Zahnärztekammer; in Österreich außerdem die Arbeiter- oder die Hochschülerinnen- und Hochschülerschaft).

#### Sonderfälle
- Öffentlich-rechtliche Religionsgesellschaften
- Gewerkschaftsdachverband ÖGB. Steuerrechtlich hat er in Österreich den Status einer Körperschaft öffentlichen Rechts.
- eine Teilkörperschaft (auch Gliedkörperschaft genannt) umfasst eine bestimmte Untermenge der Mitglieder einer Körperschaft des öffentlichen Rechts (z. B. die Studierendenschaft einer Hochschule) und ist mit bestimmten Rechten ausgestattet.

### Keine Körperschaften
- Anstalten: Sie sind kein Zusammenschluss von Personen, sondern stellen eine Zusammenfassung persönlicher und sächlicher Mittel (Gebäude und Personal) für einen bestimmten Zweck dar, z. B. zum Betrieb einer öffentlichen Einrichtung.
- Stiftungen des privaten oder öffentlichen Rechts: Vermögensverwaltung zugunsten bestimmter Zwecke und Personen (Destinatäre)
- Personenmehrheiten ohne eigene Rechtspersönlichkeit, z. B. die Gesellschaft bürgerlichen Rechts, insbesondere die Innengesellschaft

## Rechtsgeschichte
Historische Körperschaften sind unter anderem die Zünfte und Korporationen.

## Steuerrecht
Der Körperschaftsteuer unterliegen neben Körperschaften auch Personenvereinigungen und Vermögensmassen, also auch Stiftungen und Anstalten.